# Dead prez
Dead Prez er en amerikansk undergrundshiphopgruppe med to medlemmer, stic.man og M-1.
Kendetegnende for Dead Prez er deres politiske forankring i socialismen og pan-afrikanske holdninger. Deres tekster omhandler derfor også tematikker som revolution, racisme, fattigdom, politivold, kapitalisme, aktivisme, sundhed mv. I åbningsnummeret I'm a African på debutalbummet Let's Get Free betegner de deres ståsted således: "somewhere in between N.W.A. and P.E (Public Enemy).

## Albums
- Albums
- Let's Get Free
- Revolutionary But Gangsta

- Mixtapes
- Turn off the Radio: The Mixtape Vol. 1
- Turn off the Radio: The Mixtape Vol. 2: Get Free or Die Tryin'
- Turn off the Radio: The Mixtape Vol. 3: Pulse of the People (feat. DJ Green Lantern)
- Turn off the Radio: The Mixtape Vol. 4: Revolutionary But Gangsta Grillz (feat. DJ Drama)
- Can't Sell Dope Forever - The Mixtape (feat. Outlawz)

- M-1 solo albums
- Confidential

- stic.man solo albums
- Manhood
- Soldier 2 Soldier (feat. Young Noble)

| Musikgruppe | Spire Denne artikel om en amerikansk musikgruppe er en spire som bør udbygges. Du er velkommen til at hjælpe Wikipedia ved at udvide den. |